# Кулсартов, Калап
Калап Кулсартов (1899, Караагашская волость, Уральская губерния – 1938) – советский казахский политический и общественный деятель.
Окончил 2-классное русско-казахское училище в Букеевской Орде в 1915 году, окончил 2 курса Коммунистического университета в Москве в 1928 году.
В 1916–1928 годах - на административных должностях в Букеевской Орде и Уральской губернии. В 1928–1932 годах - заведующий организационного отдела Сырдарьинского и Павлодарского округов, секретарь Туркестанского районного комитета партии, в 1932 – 1933 годах - 2-й секретарь, председатель исполнительного комитетаЮжно-Казахстанской области.
С октября 1933 года по июль 1936 года - народный комиссар здравоохранения Казахской АССР, в 1936–1937 годах - заведующий облоно в Карагандинской области.
Был арестован в декабре 1937 года, расстрелян в 1938 году. Реабилитирован в 1957 году, в декабре.